# Pathologie
Pour le concept mathématique, voir Cas pathologique.
La pathologie (grec ancien παθολογία [pathologia], « examen des passions », soit « étude des maladies ») est la science qui a pour objet l'étude des maladies, notamment de leurs causes (étiologie) et de leurs mécanismes (physiopathologie). La nosologie, quant à elle, a pour objet la classification des maladies. La pathologie cardiaque est ainsi l'étude des maladies du cœur.
Selon le type d'être vivant étudié, on distingue : pour les plantes, la pathologie végétale ; pour les animaux, la pathologie animale ; pour l'Homme, la pathologie humaine.
Toutefois, par extension, « pathologie » est fréquemment employé comme synonyme de « maladie ».

## Médecine
La pathologie humaine est une spécialité médicale.
Un abus de langage relativement récent et populaire consiste à faire du mot « pathologie » un synonyme du mot « maladie » (il s'agit probablement du calque d'un usage très courant en langue anglaise). Il est dit par exemple, à tort « Ce patient a une “pathologie rare” », ou « pathologie professionnelle » au lieu de « maladie professionnelle ». Cet usage fautif d'un mot semblant savant se retrouve lorsque l'on parle de « problématique » au lieu de « problème » par exemple.
La pathologie humaine est divisée en deux grandes sous-spécialités :
- l'anatomie pathologique est l'étude de la morphologie des maladies par l'examen macroscopique (macroscopie) ou l'examen microscopique (microscopie). Il s'agit principalement de l'étude des lésions, macroscopiques ou microscopiques créées par les maladies et les phénomènes pathologiques ;
- la pathologie clinique a pour but d'analyser des liquides biologiques, plus rarement des prélèvements tissulaires (biopsies, pièces opératoires) sous forme d'extraits, filtrats ou broyats, dans le but d'identifier l'étiologie d'une maladie qu'elle soit tumorale, inflammatoire ou infectieuse (diagnostic), voire de caractériser son pronostic.

## Psychologie
En psychologie, l'étude du pathologique relève de la psychopathologie. La distinction entre normal et pathologique a fait l'objet de nombreuses discussions, tant la frontière entre les deux est parfois difficile à définir. Les deux principaux systèmes de classification des troubles mentaux pour les personnes de tous âges sont le CIM-10 (système international de classification des maladies publié par l'Organisation Mondiale de la Santé) et le Manuel diagnostique et statistique des troubles mentaux et des troubles du comportement (DSM) publié et régulièrement actualisé, par l'American Psychiatric Association (APA).
En psychopathologie de l'enfant et de l'adolescent, un comportement est considéré comme pathologique lorsqu'il remplit un ou plusieurs des critères suivants :
- excès ou insuffisance du comportement évalué par comparaison aux enfants ou adolescents du même âge. Ce critère n'est pas suffisant. Par exemple une intelligence supérieure ne relève pas du pathologique[4] ;
- entorse aux normes familiales, culturelles et sociales. Ce critère est également insuffisant car le niveau de tolérance des comportements varie selon les familles et les milieux[4] ;
- retard ou décalage développemental. Un comportement est anormal s'il entrave le développement de l'enfant en l'empêchant d'acquérir des compétences affectives, sociales et instrumentales[4] ;
- entrave au fonctionnement adaptatif. Cet élément est très important. Il s'agit de comportements qui perturbent le cours habituel du développement et entraînent une souffrance pour le jeune (et très souvent pour son entourage)[4]. Ces deux derniers critères sont également insuffisants, puisqu'il est possible qu'un enfant « sage » réponde aux attentes des adultes et de ses pairs mais soit malgré tout dans une situation pathologique (parce qu'il n'est pas capable de s'affirmer par exemple)[4].

En pratique cependant, la distinction entre normal et pathologique est souvent difficile à établir. Les diagnostics s'appuient sur plusieurs entretiens, examens ou tests psychologiques et / ou échelles de comportements qui évaluent non seulement la catégorie pathologique mais également sa nature précise et son intensité. Malgré cela, il existe toujours une part de jugement social et de valeur (familiale, sociale, culturelle) dans l'évaluation du normal et du pathologique.